# 코페
코페(프랑스어: Coppet)는 스위스 보주 니옹에 있는 시정촌이다.

## 역사
코페는 1294년에 Copetum으로 처음 언급되었다. 1347년에는 Copet으로 언급되었다.

## 지리
코페의 면적(2009년 기준)은 1.9k㎡이다. 이 면적 중 0.63k㎡ (33.7%)가 농업 목적으로 사용되는 반면 0.06k㎡ (3.2%)는 산림이다. 나머지 토지 중 1.17k㎡ (62.6%)가 정착(건물 또는 도로), 0.01k㎡ (0.5%)가 강 또는 호수이다.
건축면적 중 주택과 건물이 45.5%, 교통기반시설이 9.1%를 차지했다. 전력 및 수자원 기반 시설 및 기타 특별 개발 지역은 면적의 3.7%를 구성하고 공원, 녹지대 및 스포츠 필드는 4.3%를 구성한다. 산림을 제외한 모든 산림면적은 울창한 산림으로 덮여 있다. 농경지 중 22.5%는 작물 재배에 사용되며 5.9%는 목초지이며 5.3%는 과수원이나 포도나무 작물에 사용된다. 시정촌의 모든 물은 호수에 있다.
시정촌은 2006년 8월 31일에 해산될 때까지 구 Nyon 지역의 일부였으며, 코페는 니옹의 새로운 지역의 일부가 되었다.
시정촌은 로잔 - 제네바 도로, 루트 스위스의 제네바 호수 유역을 따라 위치하고 있다.

## 인구 통계

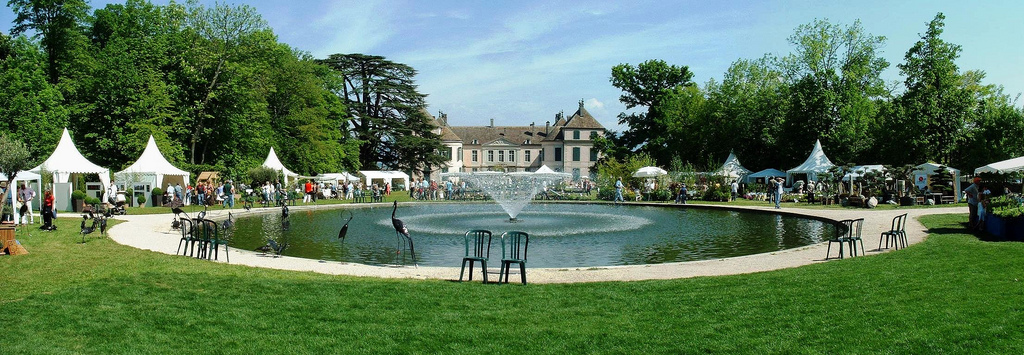
코페성

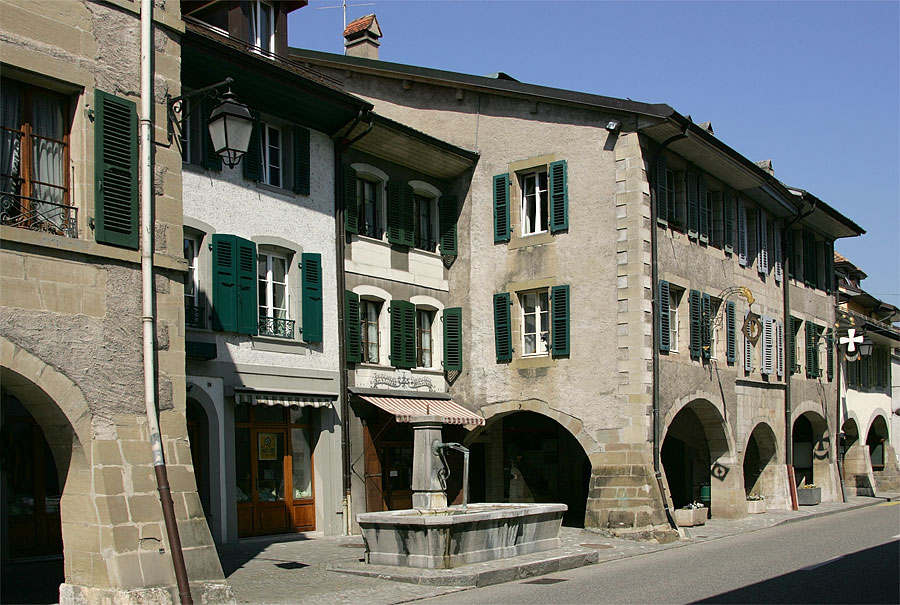
코페의 분수와 아케이드

2020년 12월 기준, 코페의 인구는 3,280명이다. 2008년 기준으로 인구의 41.1%가 거주 외국인이다. 1999년부터 2009년까지 지난 10년 동안 인구는 29.9%의 비율로 변화했다. 이주로 인해 24%의 비율로, 출생 및 사망으로 인해 7.1%의 비율로 변경되었다.
2000년 기준, 인구 대부분인 1,678명(71.1%)이 프랑스어를 사용하며, 영어가 247명(10.5%)으로 두 번째로 많이 사용하고, 독일어가 173명(7.3%)으로 세 번째이다. 이탈리아어를 할 줄 아는 45명과 로만슈어를 할 줄 아는 사람이 2명 있다.
2009년 현재 코페의 연령 분포는 다음과 같다. 348명의 어린이(인구의 12.4%)가 0~9세이고, 379명의 청소년(13.5%)이 10~19세이다. 성인 인구 중 266명(인구의 9.5%)이 20~29세이다. 329명(11.7%)은 30~39세, 499명(17.8%)은 40~49세, 393명(14.0%)은 50~59세이다. 고령자 분포는 324명(인구의 11.6%)이 60세 이상이다. 69세는 193명(6.9%), 70~79세는 6.9%, 80~89세는 69명(2.5%), 90세 이상은 3명(0.1%)이다.
2000년 기준으로 시정촌에는 미혼이거나 독신인 사람이 970명 있다. 기혼자는 1,186명, 미망인은 89명, 이혼한 사람은 115명이었다.
2000년 기준으로 시정촌의 개인 가구는 884세대로 가구당 평균 2.5명이다. 1인 가구는 249가구, 5인 이상 가구는 70가구였다. 이 질문에 답한 총 900가구 중 27.7%가 1인 가구였으며, 부모와 동거하는 성인은 5명이었다. 나머지 가구 중 자녀가 없는 부부는 226쌍, 자녀가 있는 부부는 338쌍이다. 자녀가 있는 편부모는 58명이었다. 8가구는 혈연관계가 없는 사람들로, 16가구는 일종의 기관이나 집단주택으로 구성되어 있었다.
2000년에는 총 576세대의 주거용 건물 중 436호(전체의 75.7%)가 단독주택이었다. 다가구는 70채(12.2%), 주거용으로 주로 사용되는 다목적 건물은 51채(8.9%), 기타 용도(상업·공업)가 19채(3.3%)였다.
2000년에는 총 847채(전체의 85.1%)가 상설 임대되었고, 127채(12.8%)는 계절적 임대, 21채(2.1%)는 비어 있었다. 2009년 기준 신규주택 건설률은 인구 1,000명당 0세대였다. 2010년 시정촌 공실률은 0.08%였다.
역사적 인구는 다음 차트에 나와 있다.

## 국가중요문화재

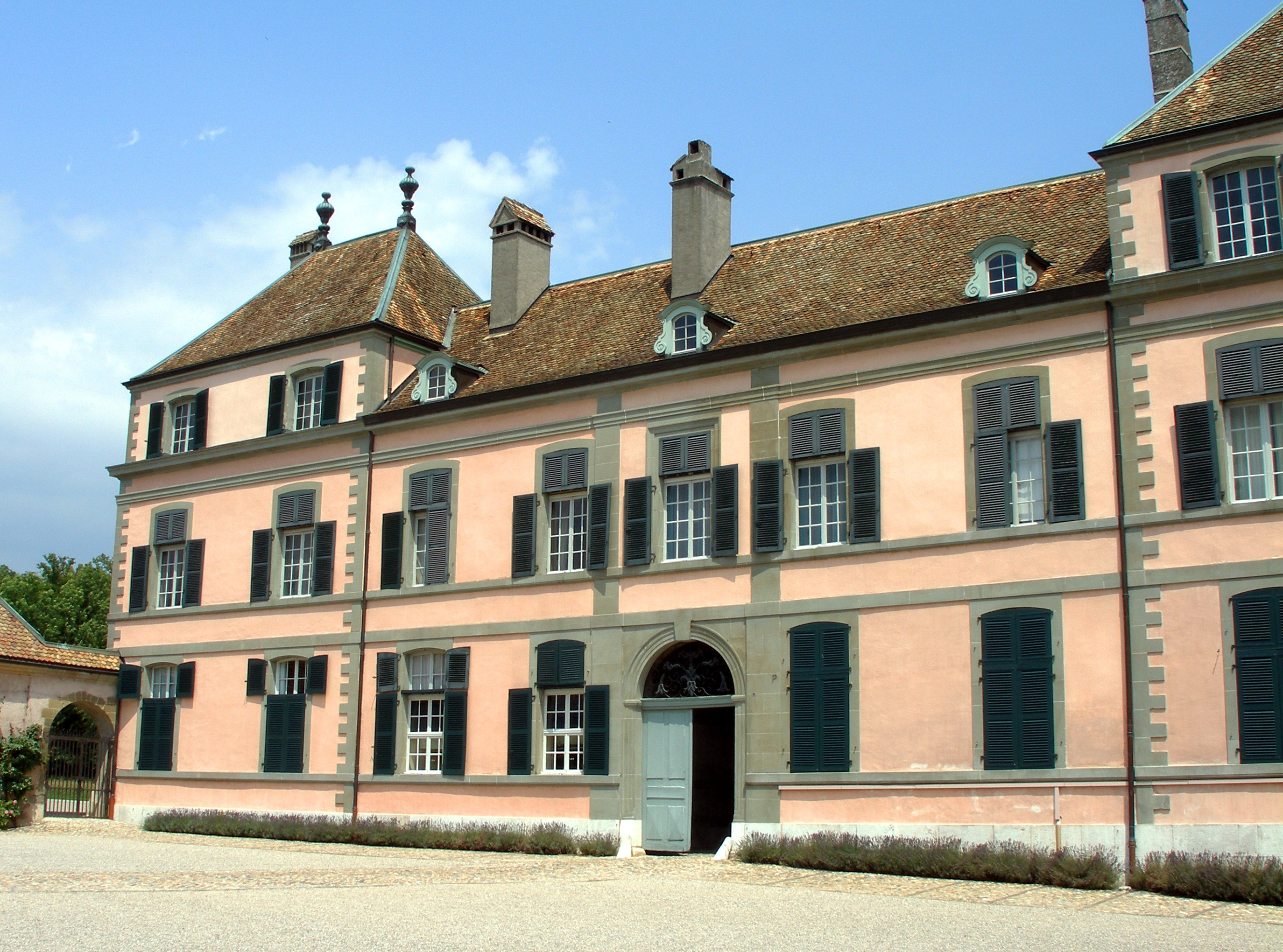
코페성

코페성 및 제네바 대학교 유럽 연구소, 유럽 기록 보관소와 사원(이전 도미니카 수도회 교회)은 국가적으로 중요한 스위스 문화유산으로 등재되어 있다. 작은 도시 코페 전체가 스위스 유산 목록의 일부이다.

## 경제
2010년 기준으로 코페의 실업률은 4.4%였다. 2008년 기준으로 1차 경제 부문에 4명이 고용되어 있고, 이 부문에 약 3개 기업이 참여하고 있다. 114명이 2차 부문에 고용되었고, 이 부문에 14개의 기업이 있었다. 676명이 3차 부문에 고용되었으며, 이 부문에는 117개의 기업이 있다. 시정촌 주민은 1,183명으로 일정 정도 고용되었으며, 그중 여성이 전체 노동력의 43.4%를 차지하였다.
2008년 정규직에 상응하는 총 일자리 수는 672개였다. 1차 부문의 일자리 수는 3개였으며, 그중 농업이 3개, 어업 또는 어업이 3개였다. 2차 부문의 일자리 수는 110개로 그중 49개(44.5%)가 제조업, 60개(54.5%)가 건설업이었다. 3차 부문의 일자리 수는 559개였다. 3차 부문에서; 73개(13.1%)는 도소매 또는 자동차 수리업, 21 또는 3.8%는 상품의 이동 및 보관, 43개(7.7%)는 호텔 또는 레스토랑, 8개(1.4%)는 정보 산업에 종사했다. 11개(2.0%)가 보험 또는 금융 산업, 36개(6.4%)가 기술 전문가 또는 과학자, 76개(13.6%)가 교육, 224개(40.1%)가 의료 분야였다.
2000년 기준으로 시정촌으로 출퇴근하는 근로자는 427명, 출퇴근 근로자는 919명이었다. 지자체는 근로자의 순수출 지자체로, 1명이 전입할 때 약 2.2명의 근로자가 지자체를 떠나고 있다. 코페에 들어오는 인력의 약 15.0%는 스위스 외부에서 오고, 현지인 중 0.2%는 일을 위해 스위스에서 출퇴근한다. 근로인구의 14.4%가 출퇴근을 위해 대중교통을 이용하고, 70.2%가 자가용을 이용하였다.

## 종교
2000년 인구 조사에 따르면 880명(37.3%)이 로마 가톨릭 신자이고, 703명(29.8%)이 스위스 개혁 교회에 속해 있다. 나머지 인구 중 정교회 교인은 25명 (인구의 약 1.06%)이었고, 다른 기독교 교인은 90명(인구의 약 3.81%)이었다. 유대인은 18명(인구의 약 0.76%)이었고, 이슬람교는 52명(인구의 약 2.20%), 불교 12명, 힌두교 2명, 다른 종교에 속한 2인이 있었다. 421명(인구의 약 17.84%)이 교회에 속하지 않고, 불가지론자 또는 무신론자이며, 190명(인구의 약 8.05%)이 질문에 대답하지 않았다.

## 교육
코페에서는 인구의 약 633명(26.8%)이 비필수 고등교육을 이수했으며, 664명(28.1%)이 추가 고등교육( 대학 또는 응용학문대학)을 마쳤다. 고등교육을 마친 664명 중 33.6%가 스위스 남성, 22.7%가 스위스 여성, 27.3%가 비스위스계 남성, 16.4%가 비스위스계 여성이었다.
2009/2010 학년도에 코페 학군에는 총 273명의 학생이 있었다. 보주 주립학교 시스템에서는 정치 구역에서 2년간의 의무가 아닌 유아원을 제공한다.  학기 동안 정치 지역은 총 1,249명의 어린이에게 유치원 보육을 제공했으며, 그중 563명의 어린이(45.1%)가 보조금을 받는 유치원 보육을 받았다. 캔톤의 초등학교 프로그램은 학생들이 4년 동안 출석해야 한다. 시립 초등학교 프로그램에는 154명의 학생이 있었다. 의무 중학교 과정은 6년 동안 지속되며 해당 학교의 학생은 119명이었다.
코페에는 코페성과 코페박물관이 있다. 2018년에 코페성은 3,167명의 방문객이 방문했다(지난 3년 동안의 평균은 5,988명). 2018년에 코페박물관은 680명의 방문객이 방문했다(지난 3년 동안의 평균은 1,188명).
2000년 현재 코페에는 다른 지자체에서 온 616명의 학생이 있었고, 267명의 거주자는 지자체 이외의 학교에 다녔다.

## 교통

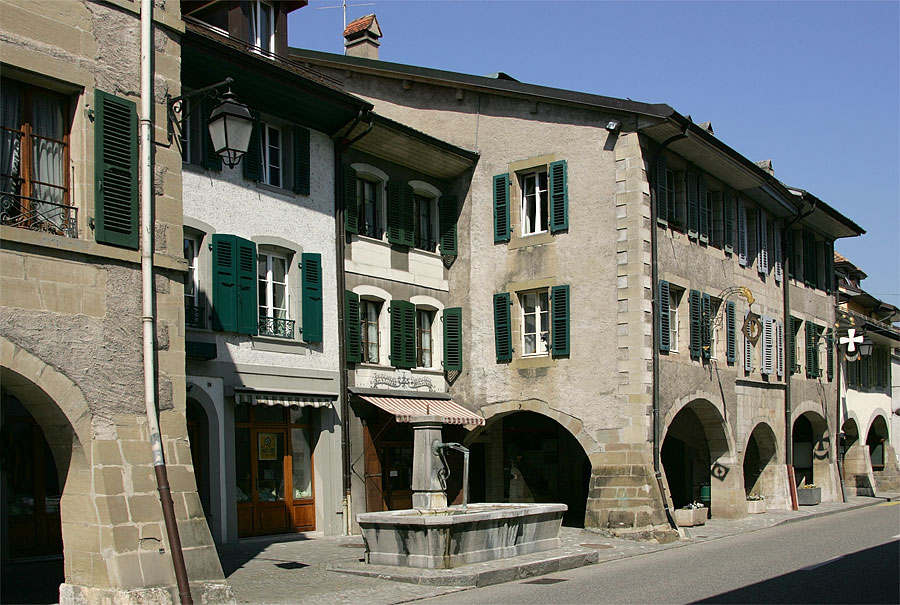
그랑루, 제네바와 로잔 사이의 이전 주요 루트의 일부

지자체는 교통이 매우 잘 발달되어 있다. 제네바에서 호숫가를 따라 로잔까지 이어지는 주요 1번 도로에 있다. A1 (제네바-로잔)의 코페 고속도로 교차로가 마을에서 약 4km 떨어져 있다.
1858년 4월 14일 모르주에서 코페역까지의 철도 노선이 개통되었으며, 같은 해 4월 21일 베르수아까지 이어지는 노선이 개통되었다.
코페에서 디본레뱅 및 니옹까지 운행하는 니용 지방 대중교통(Transports publics régionaux Nyon)의 여러 버스 노선은 대중교통의 정밀한 분배를 보장한다.